# Коллежский комиссар
Колле́жский комиссар — низший гражданский чин 14-го класса в Табели о рангах в России в. XVIII в., а также чиновник, обладавший таким чином. Давал право на личное дворянство. Название чина произошло от должности уполномоченного представителя, чиновника особых поручений в петровских коллегиях, командируемого на важный объект. Коллежские комиссары выполняли функции управляющих на казенных заводах и землях, контролировали заготовки для казенных надобностей и пр. Позднее чин стали присваивать также владельцам частных производств, заготовительных контор, поместий, выполнявших поставки в государственных интересах.
Чин достаточно быстро вышел из употребления. Владелец Каринского медеплавильного завода, находящегося в Елабужской округе, Семен Тихонович Красильников был «награжден» чином коллежского комиссара в 1790 г. Он был если не последним, то уж точно одним из последних коллежских комиссаров в Российской империи.